# Strit og Stumme
Strit og Stumme er en dansk tegnefilm fra 1987 med instruktion af Jannik Hastrup og manuskript af Jannik Hastrup og Bent Haller, efter sidstnævntes bog Blåfolket.
Filmen foregår engang i fremtiden hvor menneskene lever i undergrunden på grund af at forureningen har gjort jordens overflade kold og ubeboelig. Menneskene lever i dybe huler hvor de er slaver for rotterne som nu har magten, men en lille pige, der hedder Strit, som elsker sin bedstemors historier om livet menneskene engang havde på overfladen, vil ikke opgive håbet om "Paradis", så hun og hendes ven Blånæse begynder nu turen mod overfladen. På vejen møder de Stumme en lille dreng, som de tager med sig. De får meget modstand af rotterne, som bliver anført af Mr. President og hans general McDonald, som tyraniserer menneskenes drømme om paradis.
Filmen fik 1987 prisen som bedste animerede spillefilm ved Chicago Childrens Film Festival. På grund af dette blev den også udgivet på engelsk med titlen "Dreaming of Paradise"